# علوم آزمایشگاهی
علوم آزمایشگاهی پزشکی یا علوم آزمایشگاهی بالینی (به انگلیسی: Medical laboratory or Clinical laboratory) یکی از شاخه‌های علوم پزشکی است و بیشتر با آنالیز آزمایشگاهی خون، مایعات و بافت‌های بدن انسان با هدف تشخیص بیماری، پیگیری درمان و حفظ سلامت افراد جامعه سر و کار دارد.
آزمایشگاه پزشکی یا آزمایشگاه بالینی، مکانی است که در آن آزمایش‌هایی بر روی نمونه‌های بالینی انجام می‌شود تا اطلاعاتی درباره وضعیت سلامت بیمار به دست آید و به تشخیص، درمان و پیشگیری از بیماری کمک کند.

## رشته دانشگاهی

### ایران
در ایران رشته علوم آزمایشگاهی بالینی در مقطع کارشناسی پیوسته ۱۳۰ واحد دارد که ۱۶ واحد آن کارورزی در مراکز درمانی و بیمارستان است. واحدهایی نظیر خون‌شناسی، بیوشیمی پزشکی، ایمنی‌شناسی، باکتری‌شناسی پزشکی، میکروب پزشکی، ویروس‌شناسی پزشکی، انگل‌شناسی پزشکی و قارچ‌شناسی پزشکی را حتی از فارغ التحصیلان پزشکی عمومی با کیفیت و تعداد واحد بیشتری فرا می‌گیرند. این رشته دارای مقطع فلوشیپ، دکترای حرفه ای علوم آزمایشگاهی (از سال ۱۳۷۵ دیگر ورودی ندارد) و دکتری‌ تخصصی در گرایش‌های هشت‌گانهٔ علوم آزمایشگاهی است.
دروس علوم آزمایشگاهی بالینی هم پوشانی زیادی با دروس علوم پایه پزشکی دارد، مانند:
| ردیف | نام درس                  | ردیف | نام درس                        |
| ---- | ------------------------ | ---- | ------------------------------ |
| ۱    | آناتومی                  | ۱۱   | ایمنی‌شناسی                     |
| ۲    | آسیب‌شناسی                | ۱۲   | خون‌شناسی                       |
| ۳    | میکروب‌شناسی              | ۱۳   | ایمونو هماتولوژی (بانک خون)    |
| ۴    | باکتری‌شناسی پزشکی        | ۱۴   | زیست سلولی ملکولی              |
| ۵    | ویروس‌شناسی پزشکی         | ۱۵   | بیوشیمی                        |
| ۶    | قارچ‌شناسی پزشکی          | ۱۶   | بیوشیمی پزشکی                  |
| ۷    | انگل‌شناسی پزشکی          | ۱۷   | زبان تخصصی                     |
| ۸    | دارو شناسی (فارماکولوژی) | ۱۸   | ژنتیک پزشکی                    |
| ۹    | بیماری های داخلی         | ۱۹   | هورمون شناسی                   |
| ۱۰   | بافت‌شناسی                | ۲۰   | کارورزی در بیمارستان (۱۶ واحد) |

### اروپا
مقطع کارشناسی علوم آزمایشگاهی در اروپا MLS مخفف Medical Laboratory Science می باشد همچنین برخی از کشورهای اروپایی Bachelor Medical Laboratory نامیده می شود که طول این دوره در تمام کشورهای دنیا 4 سال می باشد.

## ادامه تحصیل
با وجود اینکه چندین سال از توقف دکتری حرفه‌ای پیوستهٔ رشتهٔ علوم آزمایشگاهی بالینی می‌گذرد اما کارشناسان علوم آزمایشگاهی می‌توانند در هر یک از گرایش‌های هشت‌گانهٔ علوم آزمایشگاهی تا درجهٔ دکتری تخصصی پیش روند و پس از آن با ورود به مقطع فلوشیپ (دورهٔ تکمیلی) علوم آزمایشگاهی که یکی از بالاترین درجات علمی و تخصصی در علوم پزشکی است، به صلاحیت کامل بالینی و فنی تأسیس آزمایشگاه تشخیص طبی، تجویز، تفسیر و انجام کلیه آزمایشات پزشکی نائل آیند.
گرایش‌های هشت‌گانهٔ علوم آزمایشگاهی شامل رشته‌های بیوشیمی بالینی، خون‌شناسی آزمایشگاهی و علوم انتقال خون، ایمنی‌شناسی پزشکی، انگل‌شناسی پزشکی، قارچ‌شناسی پزشکی، باکتری‌شناسی پزشکی، ژنتیک انسانی و ویروس‌شناسی پزشکی می‌باشد.

فارغ التحصیلان مقاطع بالاتر از کارشناسی امکان تدریس در دانشگاه‌های پزشکی را هم دارند.

فارغ التحصیلان مقطع دکتری تخصصی امکان راه‌اندازی آزمایشگاه در گرایش خود را دارند و می‌توانند مسئولیت فنی بخش خود را در آزمایشگاه‌های تشخیص طبی برعهده گیرند. دربارهٔ تأسیس آزمایشگاه تشخیص پزشکی گفتنی است که در حال حاضر بر اساس مجوز وزارت بهداشت، درمان و آموزش پزشکی، کسانی حق تأسیس آزمایشگاه تشخیص طبی را دارند که  یا دارای مدرک تخصص پاتولوژی باشند یا دکتری حرفه‌ای و فلوشیپ علوم آزمایشگاهی داشته باشند.
کسانی که دارای متخصص پاتولوژی هستند، افرادی هستند که دارای درجه دکترای حرفه‌ای پزشکی هستند و افراد دیگر که دارای درجه دکترای حرفه‌ای یا فلوشیپ علوم آزمایشگاهی بالینی هستند، افرادی هستند که یا در رشته علوم آزمایشگاهی مدرک دکترای حرفه‌ای خود را گرفته‌اند، یا پس از رسیدن به درجه دکتری تخصصی در یکی از گرایش‌های هشت‌گانهٔ علوم آزمایشگاهی، موفق به گذراندن دورهٔ فلوشیپ (دورهٔ تکمیلی علوم آزمایشگاهی) شده‌اند. 
این رشته از نظر کاربرد و بازارکار، یکی از رشته‌های خوب گروه پزشکی است. زیرا با توجه به توسعه و اهمیت امر بهداشت و زمینه مناسب کاری، اغلب فارغ‌التحصیلان این رشته به راحتی وارد بازارکار می‌شوند.

## روز بزرگداشت رشته علوم آزمایشگاهی بالینی
روز ۳۰ فروردین از سال ۱۳۸۲ با گرامی‌داشت دانشمند ایرانی، سید اسماعیل جرجانی، بنیانگذار علم آزمایشگاه عنوان روز علوم آزمایشگاهیان تعیین شد. این روز در کشور توسط نظام پزشکی نیز برگزار می‌شود.